# Измаил (монитор)

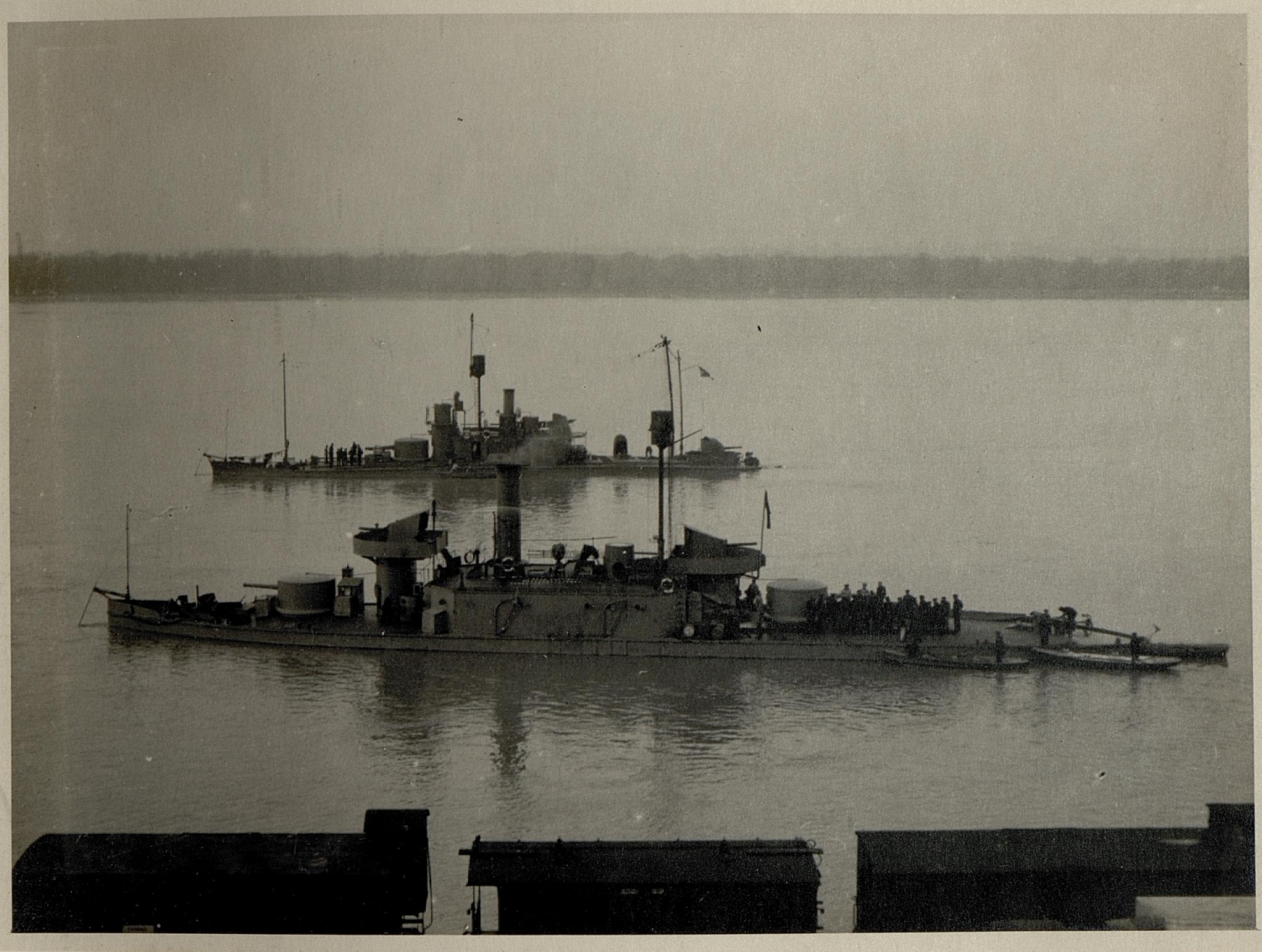
На 2-м плане «Сава» - «Измаил». 1916

«Измаи́л» — монитор, относящийся к типу «Азов»; один из пяти мониторов этого типа.

## История корабля

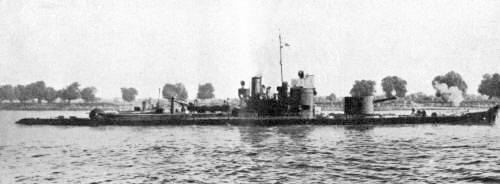
Однотипный монитор с «Савой» - «Измаилом». 1933

Монитор «Измаил» был заложен в 1914-м году на судоверфи Austria-Werft в Линце (Австро-Венгрия), спущен на воду и введён в состав австро-венгерского флота под названием «Sava» в 1915 году. 31 декабря 1918 года корабль был интернирован Югославией и вошёл в состав югославского флота под именем «Soca». 15 апреля 1920 года «Soca» был передан Румынии и получил название «Bucovina». В 1936—37 годах был произведён капитальный ремонт и модернизация монитора.

### Вторая мировая война
Монитор участвовал в боях на Дунае в июне 1941 года против советской Дунайской флотилии.
«Bucovina» капитулировал 27 августа 1944 года. К 10 сентября он вошёл в состав румынской бригады мониторов под советским контролем. В дальнейшем румынский экипаж был заменён на советский и 10 ноября монитор вошёл в состав Дунайской военной флотилии, получил имя «Измаил» и включён в 1-й дивизион мониторов 1-й Керченской Краснознамённой бригады речных кораблей.
В дальнейшем корабль участия в боевых действиях не принимал.

## Технические данные
- Водоизмещение, т:

нормальное — 550
- Главные размерения, м:

длина наибольшая — 62,15
ширина наибольшая — 10,5
осадка наибольшая — 1,68
- Высота над ватерлинией, м:

верхней палубы — 0,77
палубы бака — 1,21
палубы юта — 0,71
- Наибольшая скорость хода — 11,8 узлов (21,8 км/ч)
- Бронирование, мм:

главный бортовой пояс — 80
верхняя палуба — 60
боевая рубка — 50
- Число рулей — 1
- Посты управления рулём: ходовой мостик, боевая рубка
- Главная энергетическая установка

тип — котломашинная
две трёхцилиндровые паровые поршневые машины мощностью по 800 л. с.
главный котёл системы Ярроу, давление пара 17 кг/см², температура 202 °C.
- Движитель — два четырёхлопастных гребных винта
- Топливо — мазут, запас топлива — 61,6 т.
- Запас воды, т

питьевая — 13,8
- Время приготовления машин к походу, мин

нормальное — 30
экстренное — 20
- Источник электроэнергии — парогенератора мощностью 16 кВт, дизель-генератор мощностью 21 кВт, напряжение 110 В постоянного тока.
- Водоотливные средства — насос производительностью 30 т/ч.

## Экипаж
- Офицеров — 9
- Старшин — 23
- Рядовых — 83

Всего — 125